# Santa Maria Nebaj
Nebaj est une ville du Guatemala.